# Heath (Massachusetts)
Heath – miasto w Stanach Zjednoczonych, w stanie Massachusetts, w hrabstwie Franklin.